# Morinda hirtella
Morinda hirtella är en måreväxtart som beskrevs av Elmer Drew Merrill och Lily May Perry. Morinda hirtella ingår i släktet Morinda och familjen måreväxter. Inga underarter finns listade i Catalogue of Life.